# Synagoge (Lille)

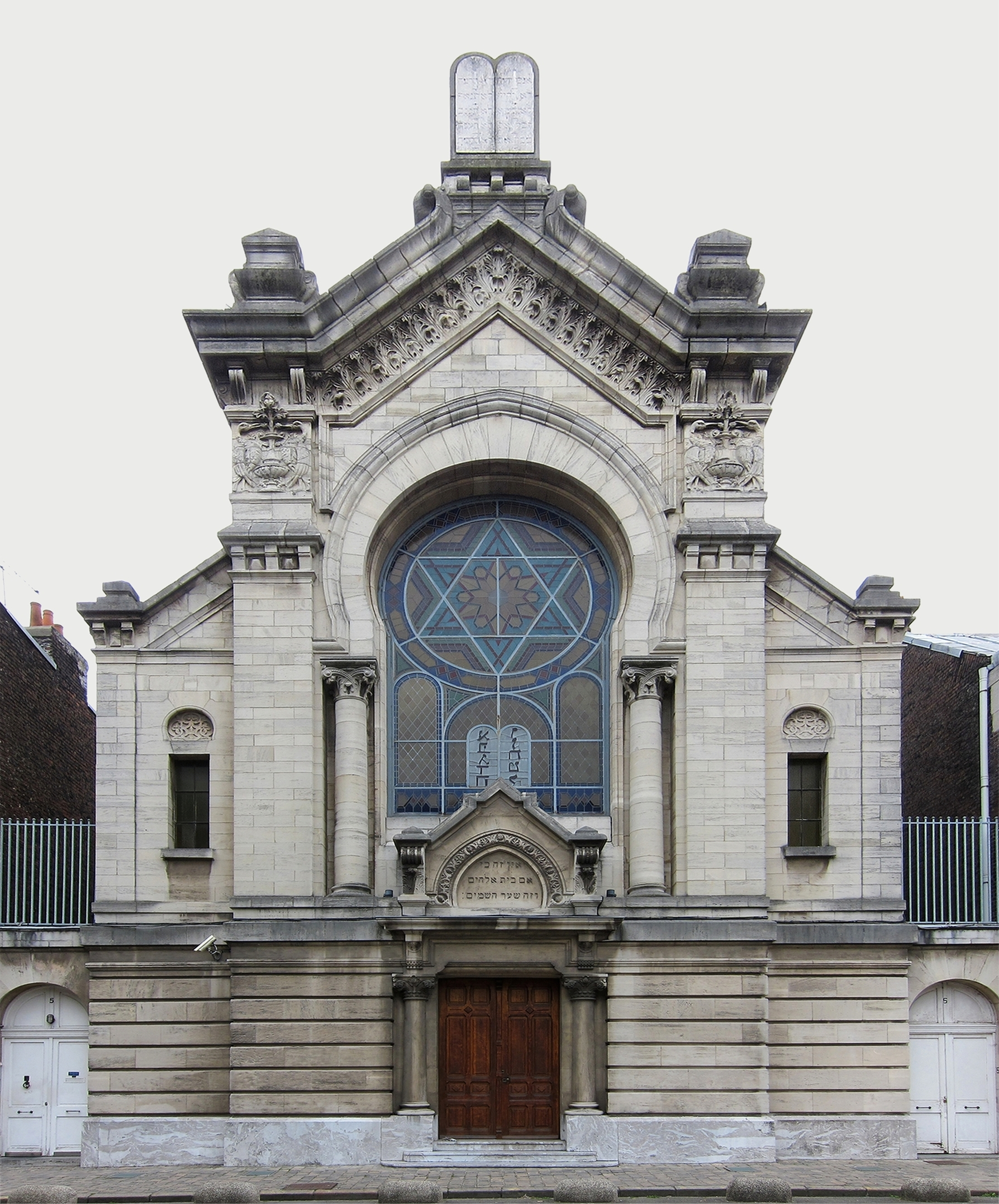
Synagoge in Lille

Die Synagoge in Lille, einer Stadt in Nordfrankreich, wurde 1891 eingeweiht. Die Synagoge in der Rue Auguste-Angellier Nr. 5 ist seit 1984 ein geschütztes Baudenkmal (Monument historique).

## Geschichte
Die Synagoge wurde in einem in der zweiten Hälfte des 19. Jahrhunderts neu geschaffenen Stadtviertel errichtet, wo sich auch die katholische Kirche Saint-Michel, die Universität und die protestantische Kirche befinden.
Während der deutschen Besatzung im Zweiten Weltkrieg wurde das Synagogengebäude von den Besatzern als Lager zweckentfremdet.

## Architektur
Die Synagoge entstand nach den Plänen des Architekten Albert Hannotin im orientalisierenden Stil, der beim Synagogenbau dieser Zeit beliebt war. Der Betsaal ist 17 Meter lang und 7,6 Meter breit. Die prächtige straßenseitige Fassade der Synagoge wird von einem Mittelrisalit dominiert, in dem sich ein großes Bleiglasfenster befindet. Im oberen, runden Teil des Fensters ist ein Davidstern dargestellt. Der mit einem Fries geschmückte Giebel wird links und rechts von Akroterien und an der Giebelspitze von den Gesetzestafeln bekrönt.
Die Synagoge in Lille gehört zu den wenigen Synagogen in Frankreich, deren ursprüngliche Innenausstattung den Zweiten Weltkrieg unzerstört überstanden hat.